# El professor
El professor (àrab: الأستاذ, Al-ustāḏ) és una pel·lícula dramàtica del 2023 escrita i dirigida per Farah Nabulsi. És protagonitzada per Saleh Bakri, Imogen Poots i Muhammad Abed Elrahman. Es va estrenar al 48è Festival Internacional de Cinema de Toronto el 9 de setembre de 2023. S'ha subtitulat al català.
La pel·lícula es va rodar íntegrament a Cisjordània, concretament a Nablus, durant tres mesos.